# 中島卓偉
中島卓偉（1978年10月19日—），是日本創作歌手及作曲家。他出生於日本福岡縣古賀市，血型是A型。中島卓偉原藝名是Takui，自2006年3月起正式將藝名改為他的本名──中島卓偉（TAKUI NAKAJIMA）。
中島在1994年中學畢業，然後獨自到東京發展音樂事業，同年結成地下樂團「MAGGIE MAE」（マギーメイ），以池袋CYBER為活動中心。
1998年12月，中島在池袋CYBER舉行最後一場one man LIVE。此後，MAGGIE MAE解散，中島以「TAKUI」為名開始個人音樂活動。1999年10月，中島出版細碟《トライアングル（TRIANGLE）》，正式於主流音樂業界出道。
他出版了數張唱片。

## 官方網頁
- TAKUI NAKAJIMA OFFICIAL WEB SITE（页面存档备份，存于）
- 中島卓偉の音楽の原液